# Cylindropuntia imbricata

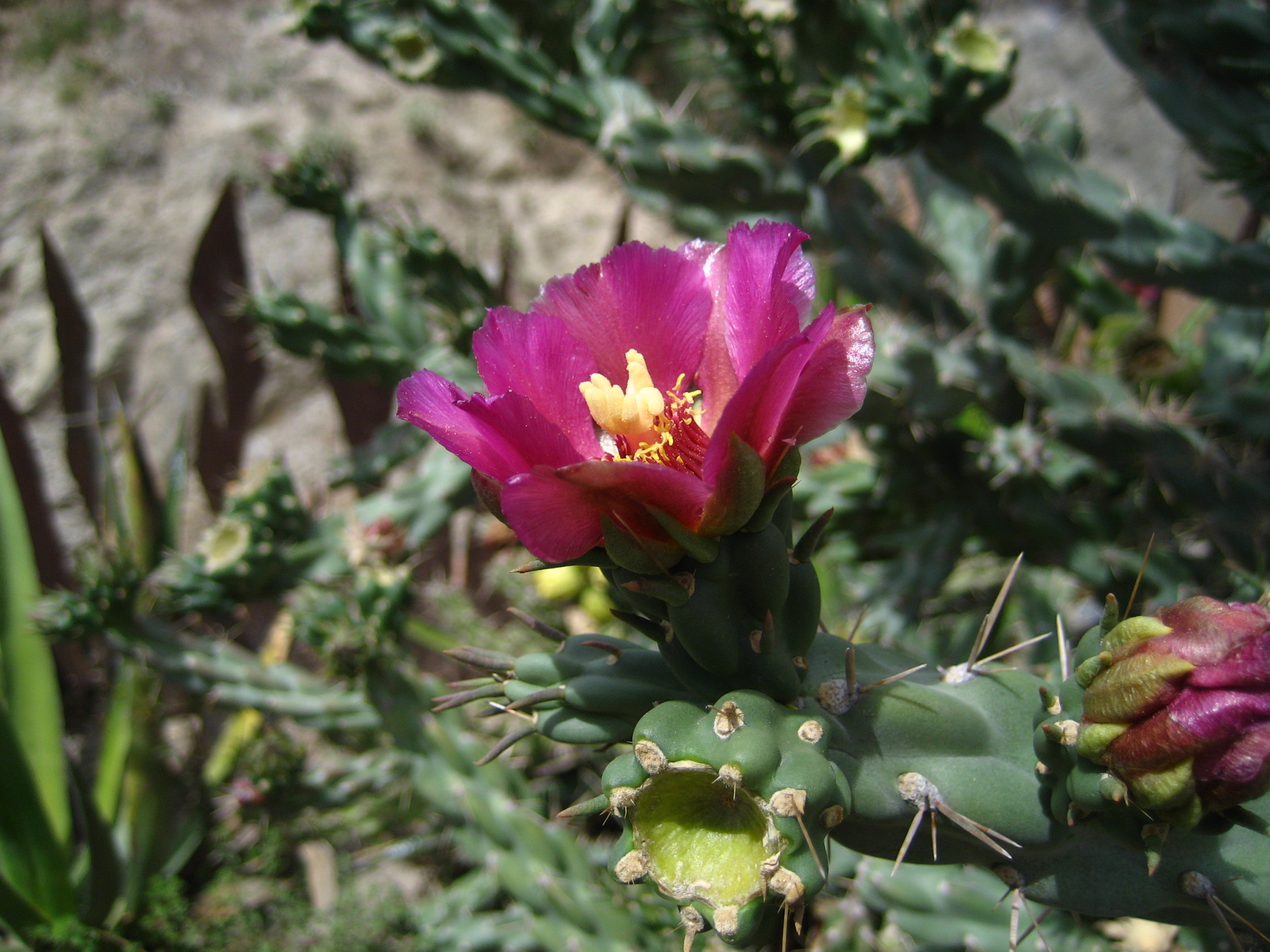
Blüte

Cylindropuntia imbricata ist eine Pflanzenart aus der Gattung der zylindrischen Feigenkakteen (Cylindropuntia) in der Familie der Kakteengewächse (Cactaceae). Das Artepitheton imbricata stammt aus dem Lateinischen, bedeutet ‚dachziegelartig‘ und verweist auf die gehöckerten Triebabschnitte der Art. Fremdsprachige Trivialnamen sind „Abrojo“, „Candelabrum Cactus“, „Cane Cactus“, „Cane Cholla“, „Cardenche“, „Cardón“, „Coyonostle“, „Joconostle“, „Tesajo“, „Tesajo“, „Tesajo Macho“, „Tree Cholla“, „Vela de Coyote“ und „Xoconostle“.

## Beschreibung
Cylindropuntia imbricata wächst baumartig bis zu 3 Meter und mehr hoch werdend und bildet im Alter oft einen holzigen Stamm aus. Die Zweige stehen schräg auseinander, oft aufwärts gerichtet. Die stark gehöckerten Endglieder sind etwa 2 bis 3 Zentimeter lang. Die Höcker selbst sind 2 bis 2,5 Zentimeter lang und seitlich abgeflacht. Die 8 bis 30 Dornen werden bis zu 3 Zentimeter lang. Sie sind braun mit dünnen Scheiden.
Die 4 bis 6 Zentimeter langen und bis zu 9 Zentimeter breiten, dunkelrosa bis magenta oder rötlich magenta gefärbten Blüten erscheinen an den zylindrischen bis keulenförmigen Triebenden. Die ebenfalls stark gehöckerten Früchte sind 2 bis 4,5 Zentimeter lang, verkehrt eiförmig, dornenlos und gelb. Sie erreichen Durchmesser zwischen 2 und 4 Zentimeter.

## Verbreitung, Systematik und Gefährdung
Cylindropuntia imbricata ist in den US-Bundesstaaten Arizona, Colorado, Texas, Oklahoma und New Mexico sowie in der gesamten Mitte Mexikos beheimatet. Im Südwesten Kansas ist die Art winterhart. Cylindropuntia imbricata gehört heute zu den bereits in Europa wild lebenden Kakteen. In der Schweiz und Frankreich sind gelegentliche Bestände vorhanden, während die Art in Spanien bereits als etabliert gilt. In Südafrika wurde sie zu Beginn des 20. Jahrhunderts eingeführt und ist mit Ausnahme der Provinz Natal im ganzen Land verbreitet. Cylindropuntia imbricata gehört dort zu den Kakteenarten, die als Unkräuter biologisch bekämpft werden.
Die Erstbeschreibung erfolgte als Cereus imbricatus und wurde 1821 von Adrian Hardy Haworth veröffentlicht. Frederik Marcus Knuth stellte die Art 1936 in die Gattung Cylindropuntia.
Es werden folgende Unterarten unterschieden:
- Cylindropuntia imbricata subsp. imbricata
- Cylindropuntia imbricata subsp. argentea (M.S.Anthony) U.Guzmán
- Cylindropuntia imbricata subsp. cardenche (Griffiths) U.Guzmán
- Cylindropuntia imbricata subsp. lloydii (Rose) U.Guzmán
- Cylindropuntia imbricata subsp. rosea (DC.) M.A.Baker
- Cylindropuntia imbricata subsp. spinosior (Engelm.) M.A.Baker, Cloud-H. & Majure
- Cylindropuntia imbricata subsp. spinotecta (Griffiths) M.A.Baker

In der Roten Liste gefährdeter Arten der IUCN wird die Art als „Least Concern (LC)“, d. h. als nicht gefährdet geführt.

## Nachweise